# دايفيد باول
دايفيد باول (بالإنجليزية: David Paul)‏ (6 فبراير 1987 فينيكس الولايات المتحدة - ) هو لاعب كرة قدم أمريكي، يلعب كلاعب وسط، لعب 62 مباراة وسجل 10 أهداف.

## مسيرته

### مسيرته مع الأندية
- 2011 - 2013 لعب مع Puszcza Niepołomice [الإنجليزية]‏ 57 مباراة سجل خلالها 8 أهداف.
- 2013 - 2013 لعب مع Phoenix FC [الإنجليزية]‏ 5 مباريات سجل خلالها هدفين.